# Plunket Shield 2015/16
Der Plunket Shield 2015/16 war die 87. Saison des nationalen First-Class-Cricket-Wettbewerbes in Neuseeland und wurde vom 15. Oktober 2015 bis zum 30. März 2016 ausgetragen. Gewinner waren die Auckland Aces, die somit ihren 22. Plunket Shield gewannen.

## Format
Die Mannschaften spielten in einer Division  gegen jede andere jeweils zwei Spiele. Für einen Sieg erhielt ein Team zunächst 12 Punkte, für ein Unentschieden (beide Mannschaften erzielen die gleiche Anzahl an Runs) 6 Punkte. Sollte kein Ergebnis erreicht werden und das Spiel in einem Remis enden, bekommen beide Mannschaften 0 Punkte, wenn das Spiel abgesagt wird, 2 Punkte. Zusätzlich besteht die Möglichkeit, in den ersten 110 Over des ersten Innings Bonuspunkte zu sammeln. Dabei werden jeweils bis zu 4 Punkte für erzielte Runs und für erzielte Wickets vergeben. Im Falle einer Reduktion der Spieldauer auf einen Tag wird ein Sieg mit 6 Punkten, ein Unentschieden mit 3 und ein Remis mit 2 Punkten honoriert, Bonuspunkte werden dann nicht vergeben. Des Weiteren ist es möglich, dass Mannschaften Punkte abgezogen bekommen, wenn sie beispielsweise zu langsam spielen oder der Platz nicht ordnungsgemäß hergerichtet ist. Am Ende der Saison ist der Sieger der Division der Gewinner des Plunket Shields.

## Resultate

### Tabelle
Die Tabelle der Saison nahm am Ende die nachfolgende Gestalt an.
| Teams              | Sp. | S | N | U | R | Bat | Bwl | Ded | Punkte |
| ------------------ | --- | - | - | - | - | --- | --- | --- | ------ |
| Auckland           | 10  | 6 | 1 | 0 | 3 | 23  | 38  | 0   | 133    |
| Canterbury         | 10  | 5 | 3 | 0 | 2 | 18  | 39  | 0   | 117    |
| Wellington         | 10  | 5 | 3 | 0 | 2 | 23  | 25  | 0   | 108    |
| Northern Districts | 10  | 2 | 4 | 0 | 4 | 25  | 38  | 0   | 87     |
| Central Districts  | 10  | 2 | 5 | 0 | 3 | 27  | 34  | 0   | 85     |
| Otago              | 10  | 1 | 5 | 0 | 4 | 15  | 34  | 0   | 61     |

Sieg: 12 Punkte; Remis: 0 Punkte